# Морено, Луис Антонио
Луис Антонио Морено Уила (исп. Luis Antonio Moreno Huila; род. 25 декабря 1970, Хамунди) — колумбийский футболист, защитник.

## Клубная карьера
Во взрослом футболе Луис Антонио Морено дебютировал в 1989 году в составе клуба «Америка Кали», в котором провёл 6 сезонов. В составе «Америки» Морено дважды становился чемпионом Колумбии в 1990 и 1992 годах. В 1995 году Морено перешёл в «Депортес Толима», за который выступал до 2001 года.

## Международная карьера
Луис Антонио Морено попал в состав сборной Колумбии на Чемпионате мира 1998 года. Однако из 3-х матчей Колумбии на этом турнире Морено появился на поле лишь в одном из них: последней игре группового турнира против сборной Англии, выйдя в стартовом составе и проведя на поле все 90 минут.

## Достижения

### Клубные
Америка Кали
- Чемпион Колумбии (2): 1990, 1992